# لیبرانتووا
لیبرانتووا (به لاتین: Librantowa) یک روستا در لهستان است که در گمینا خومیتس واقع شده‌است. لیبرانتووا ۱٬۰۹۹ نفر جمعیت دارد.